# Liourdres
Liourdres är en kommun i departementet Corrèze i regionen Nouvelle-Aquitaine i de centrala delarna av Frankrike. Kommunen ligger  i kantonen Beaulieu-sur-Dordogne som tillhör arrondissementet Brive-la-Gaillarde. År 2022 hade Liourdres 266 invånare.

## Befolkningsutveckling
Antalet invånare i kommunen Liourdres
Referens:INSEE